# Сагунто
Сагунто (шп. Sagunto) град је у Шпанији у аутономној заједници Валенсија у покрајини Валенсија. Према процени из 2008. у граду је живело 65.821 становника.

## Становништво
Према процени, у граду је 2008. живело 65.821 становника.
| 1991.  | 2001.  |
| ------ | ------ |
| 55.457 | 56.471 |

## Партнерски градови
- Мијо
- Чечина